# Rob Swift
Robert Aguilar, conosciuto come Rob Swift (...), è un disc jockey e turntablist statunitense.

## Biografia
Nato a cresciuto a Jackson Heights, Queens, Swift si avvicinò al djing osservando il padre e il fratello: 
 Così, diversamente da chi iniziò influenzato dai primi dischi hip hop, dalle registrazioni di DMC e di NMS, o dai film, Swift apprese come suonare i giradischi grazie ai beats dei pionieri newyorchesi di fine anni 80, legati ai suoni del funk e del jazz. "Mio fratello mi spiegò come fare tutto questo. Tutto il materiale che ho creato come DJ prendono spunto in canzoni che ho ascoltato di Bob James, Herbie Hancock e James Brown."
Nel 1990, Swift si iscrive al Baruch College di New York e nel 1995 ottiene una laurea in psicologia. Swift fa parte del collettivo di turntablist X-Ecutioners.

## Discografia

### Album
- 1997 Soulful Fruit (Uscita originale per Stones Throw Records)
- 1999 The Ablist
- 2001 Airwave Invasion
- 2002 Sound Event
- 2003 Under the Influence
- 2003 Who Sampled This?
- 2004 OuMuPo 2
- 2005 Wargames
- 2006 Back to the Beat
- 2006 Pure Moods
- 2008 Dust to Dust